# Jardin de fourmis
Un jardin de fourmis est une interaction mutualiste entre certaines espèces de fourmis arboricoles et diverses plantes épiphytes. Les jardins de fourmis sont des structures construites dans la canopée par les fourmis qui utilisent des débris et d'autres matières organiques pour faire pousser  les épiphytes. Les fourmis bénéficient de cet agencement en disposant d'un cadre stable sur lequel construire leur nid tandis que les plantes bénéficient des nutriments apporté par les fourmis et de l'humidité qui y est retenue.
Certain jardin de fourmis abritent également des champignons mycorhizien facilitant la croissance des plantes.

## Description
Les épiphytes sont communs dans la forêt tropicale humide et dans la forêt de nuage. Une épiphyte tire normalement son eau et ses nutriments de l'air, de la pluie, du brouillard et/ou de la rosée. La matière azotée est rare et le bénéfice en nutriment du jardin de fourmis est considérable. Le jardin des fourmis est fait de "carton", un mélange de fibres végétales, de débris de feuilles, de détritus, de sécrétions glandulaires et d'excréments de fourmis. Les fourmis utilisent ce matériau pour construire leurs nids parmi les branches des arbres, pour abriter les insectes hémiptères qu'elles élèvent afin de se nourrir de leur miellat et pour confectionner les poches de matériau dans lesquelles poussent les épiphytes.
Les fourmis récoltent les graines des plantes épiphytes et les déposent dans le "carton". Les plantes ont évolué pour développer divers traits qui encouragent les fourmis à disperser leurs graines en produisant des composés chimiques attractifs. Onze épiphytes non apparentés qui poussent dans les jardins de fourmis contiennent du salicylate de méthyle (huile de gaulthérie) et il semble probable que ce composé attire les fourmis.

## Exemples
Les espèces de fourmis qui font des jardins comprennent Crematogaster carinata, Camponotus femoratus et Solenopsis parabioticus, qui sont toutes des espèces parabiotiques qui partagent régulièrement leurs nids avec des espèces de fourmis non apparentées. Les plantes épiphytes qu'elles cultivent comprennent divers membres des Araceae, Bromeliaceae, Cactaceae, Gesneriaceae, Moraceae, Piperaceae et Solanaceae0. Les plantes épiphytes du genre Codonanthopsis, y compris celles autrefois placées dans Codonanthe, poussent presque exclusivement dans les jardins de fourmis, souvent associées aux fourmis du genre Azteca . La fourmi Camponotus irritabilis plante non seulement les graines de Hoya elliptica dans des emplacements prévus sur son nid en carton, mais taille également les racines pour accueillir ses chambres de nidification et fertilise les zones où elle souhaite que la croissance des plantes se produise.